# دعاة على أبواب جهنم (مسلسل)
دعاة على أبواب جهنم هو مسلسل درامي سياسي تشويقي إجتماعي ومغامرات من إنتاج المركز العربي للإنتاج الإعلامي - الأردن وتلفزيون أبو ظبي - الإمارات ، إنتاج عدنان العوامله، المنتج التنفيذي طلال العوامله، تأليف عادل الجابري وياسر قبيلات وإخراج رضوان شاهين وإياد الخزوز.

## قصة المسلسل
يتحدث المسلسل عن مرحلة الجهاد في أفغانستان ضد الاتحاد السوفييتي والشيوعيين والتي تراجعت بعيداً عن الذاكرة ولكن آثارها ومفرزاتها باقية، ولايزال الكثير من الشباب العربي المسلم من المجاهدين السابقين تحت تأثير تلك التجربة حيث تحولوا لأدوات في أيدي محركيهم الأوائل. تتضافر القصة في ثلاث خيوط رئيسية: تبدأ من السعودية حيث يعيش عبيد في الظاهر حياة اجتماعية مستقرة ولكن حياته الحقيقية تكمن في الظل. إنه يقود مجموعة متطرفة وينظمها لشن عمليات إرهابية في الأردن. هناك من التنظيم نفسه حمزة، خالد، وأبو بلال القادمون من سوريا، وفي لندن يعيش أبو ضرار القيادي المتطرف مأزقاً مزدوجاً. تنخرط ابنته الآء في الفكر الإرهابي وتسعى لتنفيذ عملية انتحارية، فيجهد بإبعادها عن ذلك بتزويجها أبي حذيفة وهو متطرف آخر. يواجه أبو ضرار محنة زواج ابنه من فتاة إنجليزية فيجند كل إمكانيات التنظيم وأساليبة لتطليقة من زوجته إلا أن الشيخ المعتدل أمين يقف إلى جانب ضرار ويساعده على تجاوز المحنة.
يضع العمل للإرهابيين مصيراً واحداً وإن اختلفت حيثياته، فالفكر التكفيري عدمي لم يوجد ليحفظ الحياة بل ليهدرها بينما تبقى أصوات الاعتدال التي تمثل الإسلام السمح تردد مؤذنةً لفجر جديد.

## بطولة
سلوم حداد، عابد فهد، صبا مبارك، زهير النوباني، غسان مسعود، مريم الغامدي، نسرين طافش، وفاء موصللي، وفاء العبد الله، عبد الهادي الصباغ، إبراهيم الحساوي، عبد العزيز الحماد، علي إبراهيم، أحمد عليان، عبد الاله السناني، لارا الصفدي، ياسر المصري، عاكف نجم، سهير عودة، ناريمان عبد الكريم، محمد المفتاح، أحمد ماهر، حبيب غلوم، نبهان الشامي، جهاد الأنداري، دانيال فارس، عبد الباسط خليفة.

## الجوائز والتكريمات
حصل المسلسل على الجوائز التالية:
1- الجائزة الذهبية عن أفضل نص، في مهرجان القاهرة للإعلام العربي لعام 2006.
2- تكريم في مجال الدراما الاجتماعية، في مهرجان القاهرة للإعلام العربي لعام 2006.